# Шушинське реальне училище
Шушинске реальне училище було засноване 1881 року, в місті Шуші, Елизаветпольскої губернії.
Згідно з трьома генеральними планами забудови 1820, 1837 і 1855 рр., до кінця XIX століття Шуші будувалось і перебудовувалось, в тому числі — реальне училище та повітова семінарія для дівчаток. І 1905 року нова будівля реального училища була побудована.
   Місто Шуші як гірське поселення було поділено так, що нижня частина належала татарам, а в гірській — проживало багато заможних вірменських купців. В татарській частині міста розташувались ряд музичних шкіл, російсько-татарська школа, а також приватні школи Говхар-Аги (сестри останнього карабахського хана) і Самед-бека Агаева.

## Педагоги
В училищі, викладали письменники Г. Агаян, Г. Везіров, педагоги С. Зохраббеков, Арсен Тертерян, лінгвісти М. Абегян, Р. Ачарян.

## Видатні випускники
Зі стін Шушинського реального училища вийшли такі вихованці, як С. Агаджанян, А. Ахвердієв, А. Бадалбейлі, А.Бекзадян, С. Тер-Габріелян, Ю. Юсиф Везир Чеменземінлі.